# CrossFire
Pour les articles homonymes, voir Crossfire.
 (novembre 2014).
Si vous disposez d'ouvrages ou d'articles de référence ou si vous connaissez des sites web de qualité traitant du thème abordé ici, merci de compléter l'article en donnant les références utiles à sa vérifiabilité et en les liant à la section « Notes et références ».

Logo de CrossFireX.

CrossFire est une technique informatique développée par ATI permettant d’utiliser plusieurs cartes graphiques sur une carte mère. Elle est similaire à la technologie de son concurrent NVIDIA : le SLI.

## Historique
Le CrossFire arriva fin 2005 sur les cartes allant des modèles X800 à X1900 XTX. Il est important de préciser qu'à cette époque tout l'intérêt de cette technique reposait sur un Compositing Engine, une puce rajoutée sur la carte crossfire édition et qui se chargeait de réunir les données des deux cartes. Ainsi, pas de perte de vitesse avec un gpu ralenti par les opérations d'assemblage. Mais il fallait utiliser une carte graphique classique comme maître, et une carte spéciale Crossfire comme esclave.
Le RV570 innovait dans le sens où il était le premier à utiliser la technique native CrossFire, et donc à simplifier l'expérience multi-GPU de la firme canadienne tout simplement en ôtant le besoin d'une carte maître et d'une carte esclave.
Pour résumer, il suffisait d'acquérir une seconde carte graphique équipée du Radeon X1x50 et de les ponter entre elles via un connecteur.

## Principe
La technologie Crossfire permet d'associer plusieurs cartes graphiques ATI pour obtenir de meilleures performances. Le crossfire classique met en jeu deux cartes identiques, mais cela est également possible avec d'autres cartes tant qu'elles sont de la même famille. La firme Lucid propose une puce nommée Hydra qui permet d'utiliser des cartes de même marque mais pas forcément de la même famille ou encore de mélanger des cartes ATI et NVIDIA sur un même système.

## Avantages et inconvénients
Le CrossFire permet d'associer deux cartes graphiques peu coûteuses pour obtenir les performances d'une carte graphique haut de gamme, pour un coût souvent moins élevé. Quant aux utilisateurs intéressés par les très hautes résolutions (2560 x 1600, voire du multi-écran eyefinity) dépassant les capacités de la plupart des cartes graphiques, ils peuvent associer deux cartes haut de gamme.
En revanche le CrossFire provoque une hausse de la consommation énergétique de l'ordinateur, et par extension un dégagement de chaleur plus important - d'autant que les cartes mises en CrossFire sont souvent très proches, ce qui ne facilite pas la circulation de l'air. Certaines cartes graphiques peuvent atteindre une température de près de 100 °C en CrossFire.
Avec certaines générations de cartes graphiques, et principalement en couplant des cartes de milieu de gamme, le CrossFire est intéressant pour doper un ordinateur personnel légèrement dépassé sans investir trop d'argent. En pratique peu de personnes le font, car le modèle de carte graphique requis peut être devenu indisponible, et même s'il permet de rehausser les performances, un CrossFire de cartes anciennes peut ne pas permettre de profiter des dernières améliorations comme les révisions de DirectX. Enfin, depuis les générations de cartes Radeon 4500 et GeForce 8800, des cartes graphiques de milieu et bas de gamme de nouvelle génération sortent à un prix raisonnable, offrant de meilleures performances qu'un CrossFire pour un investissement identique.

## Importance du processeur
Dans le monde du jeu vidéo, le processeur est habituellement un élément secondaire. À partir du moment où il est de puissance correcte, il n'influencera quasiment pas les performances dans le jeu. En fait, des tests effectués ont montré qu'il fallait avoir un processeur de type Core2 Duo E8400 ou équivalent pour ne pas être bridé. Cette gamme de processeur est relativement peu coûteuse et tend à devenir bas de gamme. L'overclocking, bien que dangereux pour les composants, peut être appréciable.

## Le CrossFire X
ATI/AMD permet à l'utilisateur de coupler jusqu'à 4 cartes graphiques. Chaque nouveau GPU de chez ATI est doté de cette technique (notamment les gammes HD 2xxx, 3xxx, 4xxx, 5xxx, 6xxx et 7xxx). Une carte mère dotée de 4 ports PCI Express 16x est indispensable.
Le Crossfire X a également permis de créer l'Hybrid Crossfire, qui permet d'associer une carte graphique externe avec un processeur graphique intégré à la carte mère (IGP). Le gain de performances est négligeable, mais l'intérêt réside surtout dans les économies d'énergie réalisées. En utilisation bureautique, la carte graphique est désactivée car inutile. En revanche, dans les jeux, elle est sollicitée car l'IGP est dépassé. Néanmoins l'Hybrid Crossfire est moins répandu[réf. nécessaire] que l'Hybrid SLI de Nvidia et a de moins en moins d'intérêt car les cartes graphiques tendent à consommer de moins en moins (au repos) en raison de l'amélioration de la finesse de gravure des GPU.

## Le QuadFire
Autre nom du CrossFire X dans le cas où il rassemble 4 processeurs graphiques : 4 cartes simple GPU ou deux cartes bi-GPU.
Réunir 4 GPU est la limite haute du CrossFire.

## Limitations
Le CrossFire ne fonctionne qu'en mode plein-écran sur les applications utilisant Direct3D ou OpenGL, l'utilisation d'une application ou d'un jeu en mode fenêtré empêche l'utilisation du CrossFire. Vous pouvez néanmoins désactiver une des deux cartes graphiques pour jouer à certains jeux ne supportant pas le CrossFire.